# Watsonville
Watsonville est une ville du comté de Santa Cruz, dans l'État de Californie, aux États-Unis.

## Démographie
| 1860 | 1870  | 1880  | 1890  | 1900  | 1910  |
| ---- | ----- | ----- | ----- | ----- | ----- |
| 398  | 1 151 | 1 799 | 2 149 | 3 528 | 4 446 |

| 1920  | 1930  | 1940  | 1950   | 1960   | 1970   |
| ----- | ----- | ----- | ------ | ------ | ------ |
| 5 013 | 8 344 | 8 937 | 11 572 | 13 293 | 14 719 |

| 1980   | 1990   | 2000   | 2010   | - | - |
| ------ | ------ | ------ | ------ | - | - |
| 23 662 | 31 099 | 44 265 | 51 199 | - | - |

## Histoire
Les émeutes de Watsonville sont une émeute ethnique survenue en janvier 1930. Les émeutes ont été précédées par les discours d'un juge de paix local, D.W. Rohrback ou Rohrbach, membre de la chambre de commerce de Monterey, pour attiser les sentiments contre les Philippins , qui "il y a encore dix ans couraient en pagne avec une machette bolo ... et maintenant s'habillent bien et se pavanent pour attirer les regards des jeunes filles américaines ou mexicaines . Les ouvriers agricoles philippins américains, bien que citoyens des États-Unis à cette époque (les Philippines étaient une colonie des États-Unis jusqu'en 1946), ont été attaqués pendant cinq jours de violence par des Américains blancs , ce qui a fait de nombreux blessés et entraîné le meurtre de Fermin Tobera . 
En 1933, la Californie adopte une loi prohibant les mariages entre Philippins et Blancs. Et en 1934, sur l'insistance du gouvernement de Californie, le Congrès des États-Unis réduit l'immigration philippine à 50 personnes par an, par la loi Tydings–McDuffie (Tydings–McDuffie Act). En septembre 2011, la législature de Californie a exprimé des regrets et des excuses pour ces actes .
En mai 2023, le Conseil des superviseurs du comté, qui gouverne le comté de Monterey, a présenté des excuses pour l'émeute sous la forme d'une résolution à l'occasion du Mois du patrimoine des Américains d'origine asiatique et des îles du Pacifique (Asian American and Pacific Islander Heritage Month).

## Jumelages
Kawakami (Japon) depuis le 12 novembre 1986
 Pinghu (Chine) depuis le 31 août 2006
 San Pedro Masahuat (Salvador) depuis le 2 juillet 2013
 Tangancícuaro (Mexique) depuis le 28 novembre 2017
 Jocotepec (Mexique) depuis le 10 juillet 2018
 Cavtat (Croatie) depuis le 11 septembre 2018
 Velas (Portugal) depuis le 14 décembre 2021
 Veracruz (Mexique) depuis le 12 décembre 2023